# حصار نوتبورغ (1702)
كان حصار نوتبورغ أحد الحصارات الأولى في حرب الشمال الكبرى حينما استولت القوات الروسية على قلعة نوتبرغ السويدية (التي أعيدت تسميتها لاحقًا باسم شليسبورغ) في أكتوبر 1702.
حيث جمع القيصر بطرس الأكبر قوة قوامها 20 ألف رجل لهذه المهمة وسار لمدة عشرة أيام إلى وجهته.
تمركز حوالي 12 ألف من هؤلاء الرجال على ضفاف نهر نيفا، حيث خيموا حتى 6 أكتوبر في ذلك اليوم ، وبعد إعطاء قيادة القوة الرئيسية لبوريس شيريميتيف، تحرك نحو نوتبرغ.  وبعد أن رفض القائد السويدي فيلهلم فون شلبينباخ التخلي عن الحصن، بدأ الروس فوراً في قصفها، ولأن الهجوم الروسي الأخير على الحصن كان غير ناجح من الناحية التكتيكية فقد أدى إلى خسائر فادحة، لكنه أجبر المدافعين عن الحصن على الاستسلام في 22 أكتوبر 1702. بعد توليه السيطرة بدأ بيتر على الفور في إعادة بناء الحصن لأغراضه الخاصة وأعاد تسميته شليسلبرغ. 

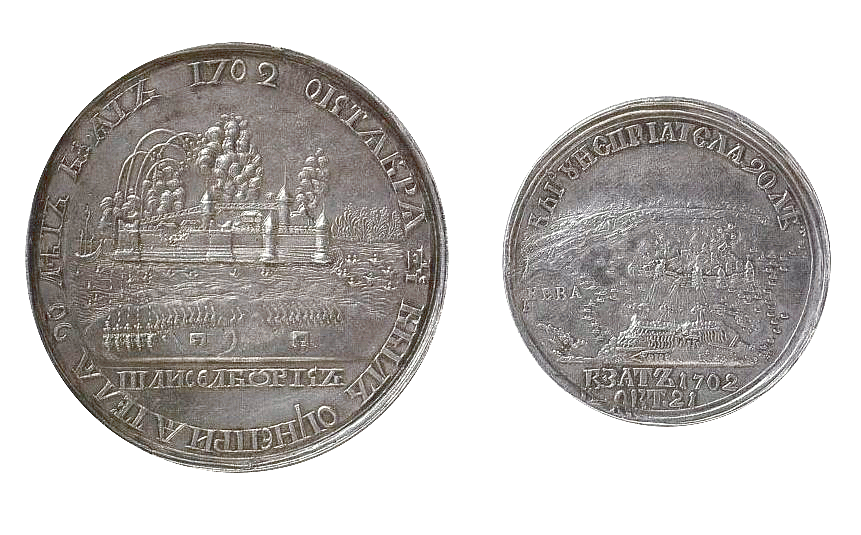
منحت الميداليات الفضية للاستيلاء على نوتبرغ.